# Otto von Hartlieb

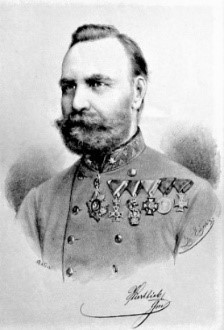
Otto von Hartlieb

Freiherr Otto von Hartlieb (* 2. April 1819 in Wien; † 10. Juni 1888 in Mödling) war ein k.k. Feldmarschallleutnant und zuletzt Kommandant der Technischen Militärakademie in Wien.

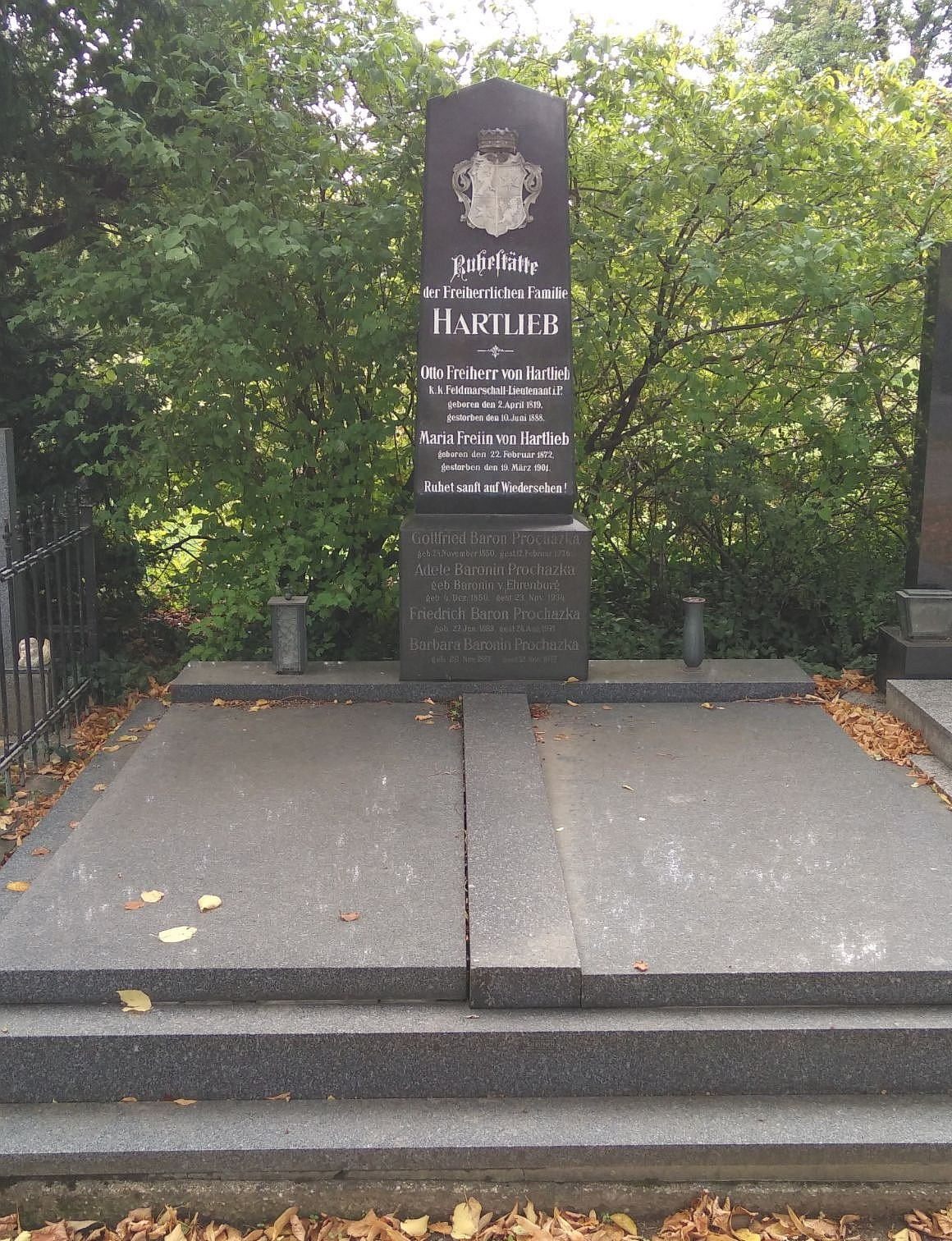
Grab von Otto von Hartlieb

## Herkunft und Familie
Otto von Hartlieb war das dritte Kind von Friedrich Ritter von Hartlieb, k.k. Major und Abteilungsvorstand im Kriegsarchiv und Theresia, geborene Rickauer von Fahrenthal. Am 18. April 1871 vermählte er sich in der Prager Stefanskirche mit Josefine Freiin von Ehrenburg (1845–1914). Aus dieser Ehe stammte die Tochter Maria Anna (1872–1901). Die Familiengruft befindet sich auf dem Wiener Zentralfriedhof.

## Militärische Karriere und Auszeichnungen
1844 zum Leutnant ernannt, machte Otto von Hartlieb die Feldzüge 1848 und 1849 mit. 1850 übernahm er eine Professur an der Genie-Akademie und wurde danach in das neu gegründete Artillerie-Committee berufen. 1867 wurde er zum Direktor des Artillerie-Arsenals bestellt und im gleichen Jahr zum Oberst befördert.
Ende 1869 erhielt Hartlieb die Berufung zum Kommandanten des 10. Feldartillerie-Regiments. Es folgte darauf 1874 die Beförderung zum Generalmajor und kurze Zeit darauf im gleichen Jahr die Berufung zum Sektionschef im Reichskriegs-Ministerium.
Schließlich erfolgte 1875 die Bestellung zum Kommandanten der Technischen Militärakademie in Wien und 1879 in dieser Funktion die Beförderung zum Feldmarschallleutnant.
Otto von Hartlieb wurde 1882 von Kaiser Franz Joseph I. in den Freiherrnstand erhoben. Anlässlich seiner Pensionierung am 1. November 1882 wurde ihm für seine Verdienste das Commandeur-Kreuz des Leopold-Ordens verliehen.